# 李连甫
李连甫，中华人民共和国政治人物、外交官。
2004年，接替王治权，担任中华人民共和国驻古巴大使。2005年，由赵荣宪接任。